# Treytorrens
Treytorrens (toponimo francese) è un comune svizzero di 131 abitanti del Canton Vaud, nel distretto della Broye-Vully.

## Storia

### Simboli
Lo stemma comunale è stato adottato nel 1907 riprendendo il blasone della famiglia de Treytorrens che fu proprietaria del paese e la cui discendenza si è estinta nel 1858.
Lo stemma dei Treytorrens è stato ripreso dalla famiglia Bize. Jacques Bize sposò Françoise de Treytorrens e nel 1460 acquistò parte della signoria di Treytorrens, che i suoi discendenti continuarono a possedere fino al 1736. Lo stemma di Abraham Bize, consigliere di Moudon, dipinto sull'atto di vendita di Cornier del 1661 e conservato al Musée du Vieux-Moudon era d'azzurro, a tre pesci d'argento, accompagnati in capo da una stella dello stesso.

## Monumenti e luoghi d'interesse

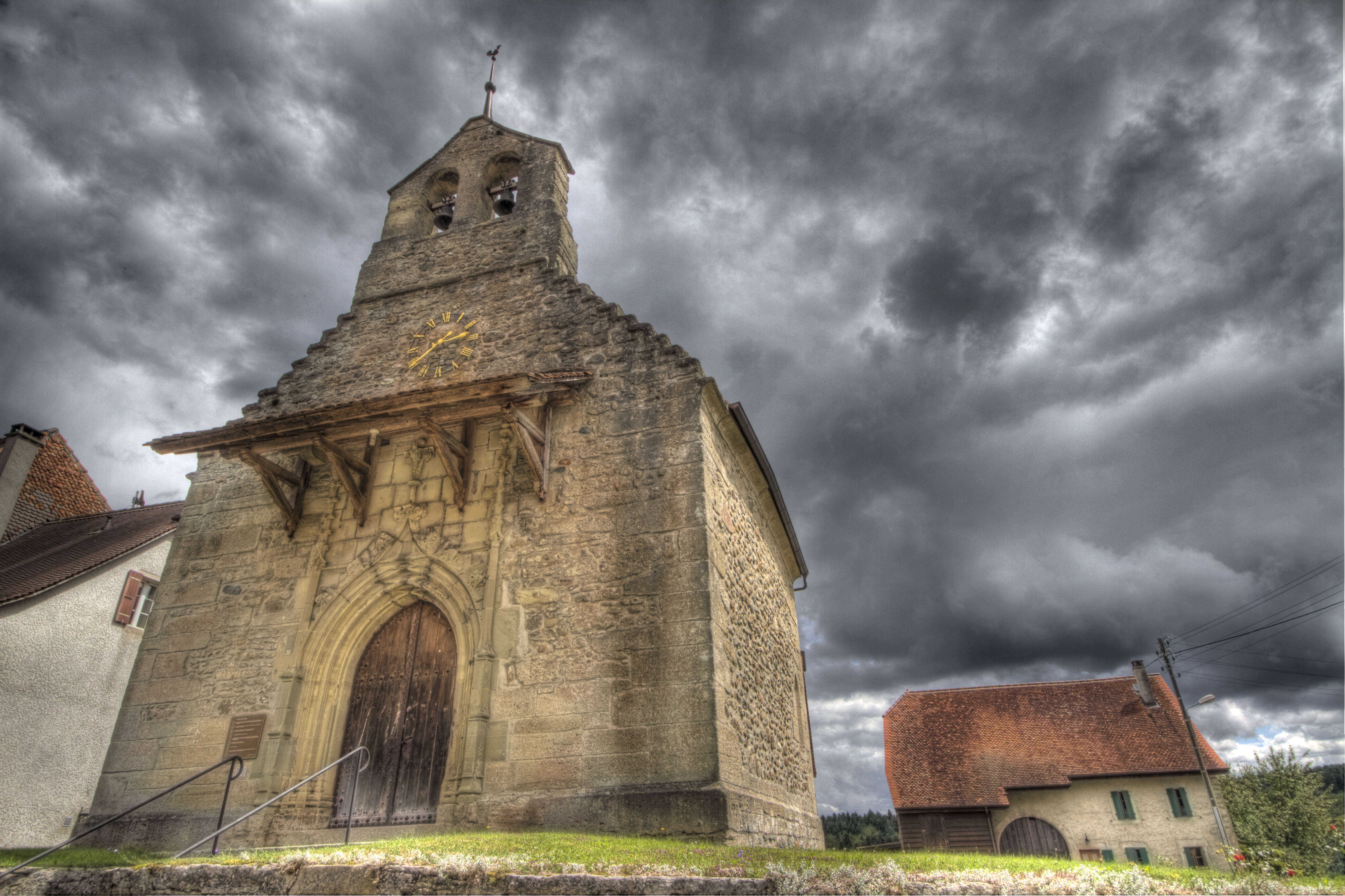
La chiesa di San Giovanni Evangelista

- Chiesa riformata di San Giovanni Evangelista, ricostruita nel XV secolo[4].

## Società

### Evoluzione demografica
L'evoluzione demografica è riportata nella seguente tabella:
Abitanti censiti

## Amministrazione
Ogni famiglia originaria del luogo fa parte del cosiddetto comune patriziale e ha la responsabilità della manutenzione di ogni bene ricadente all'interno dei confini del comune.